# Клименко, Юрий Васильевич
Юрий Васильевич Клименко (укр. Юрій Васильович Клименко; род. 3 мая 1975, Киев) — украинский футболист, вратарь.

## Биография
Профессиональную карьеру начинал в клубе «Оболонь». В 2001—2002 годах выступал за клуб российской Второй Лиги «Динамо» из Махачкалы. После чего уехал во Вьетнам, где играл за команду Высшей лиги «Донгтхап», далее вместе с Николаем Литовкой, Александром Баленко, Анатолием Балацким и Дьяченко играл за «Канг». С 2006 году выступал за клубы низших дивизионов Украины, среди которых: «Княжа», «Интер (Боярка)», «Звезда» из Киева, «Ирпень (Гореничи)». В 2009 году играл за «Ниньбинь».
В 2007 году стал чемпионом Украины по пляжному футболу в составе киевского клуба «Новая Эра». В 2016 году тренировал клуб по пляжному футболу «Крылья Советов» из Самары.